# Мельник, Валентин Иванович
Валентин Иванович Мельник (род. 28 декабря 1968, Сальково, Кировоградская область) — Украинский педагог, тренер по подготовке учащихся к Всеукраинским и Международным олимпиадам по информатике. Народный учитель Украины (2021).

## Биография
1994 окончил Кировоградский государственный педагогический институт.
Работал учителем информатики в Лицее информационных технологий Александрийского городского совета.
С 2012 года работает в Кременчугском педагогическом колледже имени А. С. Макаренко, Лицее «Полет» при педколледже и Кременчугском национальном университете имени Михаила Остроградского.

## Профессиональные достижения
На конкурсе «Александриец года — 2002» был лауреатом в номинации «Талант Александрии в области образования». С 2003 года В. И. Мельник работает в Лицее информационных технологий Александрийского городского совета Кировоградской области, где предпочитает проблемно-поисковой метод обучения, использует различные интерактивные формы работы, активизирует умственную и познавательную деятельность учащихся. Основным направлением в работе является применение проектных технологий. Проблема научно-исследовательской работы учителя является «Работа с одаренными детьми в разновозрастных группах». Система работы по подготовке одаренных детей к участию в олимпиадах различного уровня является сложившейся и целенаправленной.
Опыт Валентина Ивановича обобщенный Кировоградским областным институтом последипломного педагогического образования имени Василия Сухомлинского . Учитель является автором ряда учебных пособий: «Формы и методы организации учебно-познавательной деятельности одаренных учащихся», «Информатика. Олимпиадные задачи с решениями», «Числа Фибоначчи и их применение при решении задач» и прочее.
В апреле 2006 года становится победителем Всеукраинского конкурса «Учитель года — 2006» в номинации «Информатика». Индикатором работы является достижение учеников, которые являются постоянными победителями III и IV этапов Всеукраинских предметных олимпиад по информатике. С 2006 года постоянные победители Международной олимпиады по информатике, Всеукраинской открытой Интернет-олимпиады, Международной Интернет-олимпиады (Любек, Германия) и других соревнований по спортивному программированию.
В 2021 году Валентин Мельник первым из учителей Полтавской области получил звание «Народный учитель Украины».
| Учебный год | Диплом I степени | Диплом II степени | Диплом III степени |
| 2001-2002   | 2                | 1                 | 0                  |
| 2002-2003   | 0                | 1                 | 1                  |
| 2003-2004   | 0                | 1                 | 2                  |
| 2004-2005   | 0                | 2                 | 2                  |
| 2005-2006   | 3                | 1                 | 4                  |
| 2006-2007   | 3                | 1                 | 1                  |
| 2007-2008   | 2                | 2                 | 4                  |
| 2008-2009   | 2                | 1                 | 5                  |
| 2009-2010   | 3                | 2                 | 2                  |
| 2010-2011   | 4                | 5                 | 1                  |
| 2011-2012   | 3                | 4                 | 5                  |
| 2012-2013   | 2                | 3                 | 4                  |
| 2013-2014   | 2                | 3                 | 6                  |
| 2014-2015   | 3                | 3                 | 5                  |
| 2015-2016   | 4                | 3                 | 2                  |
| 2016-2017   | 2                | 4                 | 6                  |
| 2017-2018   | 3                | 7                 | 4                  |
| 2018-2019   | 2                | 7                 | 8                  |
| 2019-2020   | 4                | 3                 | 8                  |

| Год  | Место проведения                                                                   | Участник                                                                        | Результат                                                           |
| 2006 | Мексика, Мерида The 18th International Olympiad in Informatics                     | Симоненко Владислав                                                             | Cеребряная медаль                                                   |
| 2007 | Хорватия, Загреб The 18th International Olympiad in Informatics                    | Джуманиязов Рустам Симоненко Руслан                                             | Бронзовая медаль Бронзовая медаль                                   |
| 2008 | Египет, Каир                                                                       | Джуманиязов Рустам Симоненко Руслан                                             | Участник Серебряная медаль                                          |
| 2009 | Болгария, Пловдив The 21th International Olympiad in Informatics                   | Паламарчук Степан                                                               | Серебряная медаль                                                   |
| 2010 | Канада, Ватерлоо The 22th International Olympiad in Informatics                    | Нагин Сергей Лавриненко Марк                                                    | Участник Бронзовая медаль                                           |
| 2011 | Таиланд, Паттайя The 23th International Olympiad in Informatics                    | Нагин Сергей                                                                    | Серебряная медаль                                                   |
| 2012 | Италия, Монтикьяри, Сирмионе The 24th International Olympiad in Informatics        | Нагин Сергій Фурко Роман Рубаненко Роман                                        | Золотая медаль Бронзовая медаль                                     |
| 2013 | Австралия, Брисбен The 25th International Olympiad in Informatics                  | Фурко Роман Рубаненко Роман                                                     | Серебряная медаль Бронзовая медаль                                  |
| 2014 | Республика Китай, Тайбей The 26th International Olympiad in Informatics            | Омеляненко Андрій                                                               | Участник                                                            |
| 2015 | Казахстан, Алмати The 27th International Olympiad in Informatics                   | Михно Марк Качур Роман                                                          | Серебряная медаль Серебряная медаль                                 |
| 2016 | Россия, Казань The 28th International Olympiad in Informatics (недоступная ссылка) | Ципко Антон                                                                     |                                                                     |
| 2017 | Иран, Тегеран The 29th International Olympiad in Informatics                       | Ципко Антон Деньга Назарий                                                      | Золотая медаль Участник                                             |
| 2017 | Болгария, София First European Junior Olympiad in Informatics                      | Мельник София Деньга Назарий Никитенко Максим                                   | Золотая медаль Серебряная медаль                                    |
| 2018 | Цукуба, Япония The 30th International Olympiad in Informatics                      | Смельский Даниил Мельник София Деньга Назарий                                   | Золотая медаль Серебряная медаль                                    |
| 2019 | Братислава, Словакия CEOI 2019                                                     | Мельник София Деньга Назарий Зуб Максим Куц Андрей                              | Серебряная медаль Серебряная медаль Бронзовая медаль Золотая медаль |
| 2019 | Азербайджан, Баку The 31th International Olympiad in Informatics                   | Мельник София Деньга Назарий Зуб Максим Куц Андрей                              | Серебряная медаль Золотая медаль Бронзовая медаль Серебряная медаль |
| 2020 | Латвия The 26th Baltic Olympiad in informatics                                     | Мельник София Куц Андрей Навер Олег Фомюк Артём Гришечкин Тихон                 | Золотая медаль Золотая медаль Бронзовая медаль                      |
| 2020 | Грузия, Тбилиси The 4th European Junior Olympiad in Informatics                    | Навер Олег                                                                      | Золотая медаль, абсолютный победитель                               |
| 2020 | Сингапур The 32th International Olympiad in Informatics                            | Мельник София Навер Олег                                                        | Серебряная медаль Серебряная медаль                                 |
| 2021 | Германия The 27th Baltic Olympiad in informics                                     | Навер Олег Тур Максим Фомюк Артём Гришечкин Тихон Татаринова Юлія Колесник Илья | Золотая медаль Серебряная медаль Бронзовая медаль                   |
| 2021 | Швейцария, Цюрих 1st European Girls' Olympiad in Informatics                       | Татаринова Юлия                                                                 | Серебряная медаль                                                   |
| 2021 | Румуния, Плоешти The 5th European Junior Olympiad in Informatics                   | Козловский Александр Потёмкина Алиса Столетний Андрей                           | Серебряная медаль Бронзовая медаль                                  |
| 2021 | Сингапур The 33th International Olympiad in Informatics                            | Навер Олег Тур Максим                                                           | Золотая медаль Участник                                             |

- Орден князя Ярослава Мудрого V степени (27 сентября 2023) — за значительный личный вклад в развитие национального образования, подготовку квалифицированных специалистов, мужество и самоотверженность, проявленные в защите суверенитета и территориальной целостности Украины, многолетнюю плодотворную педагогическую деятельность и высокий профессионализм[2]
- Орден «За заслуги» I степени (27 июня 2019) — за значительный вклад в социально-экономическое, культурно-образовательное развитие Украинского государства, многолетний добросовестный труд и весомые профессиональные достижения[3]
- Орден «За заслуги» II степени (4 октября 2015) — за значительный личный вклад в развитие национального образования, подготовку квалифицированных специалистов, многолетнюю плодотворную педагогическую деятельность и высокий профессионализм[4]
- Орден «За заслуги» III степени (29 сентября 2010) — за значительный личный вклад в развитие национального образования, подготовку квалифицированных специалистов, многолетнюю плодотворную научную и педагогическую деятельность, высокий профессионализм[5]
- Народный учитель Украины (1 октября 2021) — за значительный личный вклад в развитие национального образования, подготовку квалифицированных специалистов, многолетнюю плодотворную педагогическую деятельность и высокий профессионализм[6]
- Заслуженный учитель Украины (25 сентября 2006) — за весомый личный вклад в развитие национального образования, обеспечение высокого уровня образовательной подготовки учащихся[7]
- Отличие Президента Украины — юбилейная медаль «20 лет независимости Украины» (1 декабря 2011) — за весомый личный вклад в социально-экономическое и культурное развитие Украины, весомые достижения в профессиональной деятельности, многолетний добросовестный труд и по случаю годовщины подтверждения всеукраинским референдумом 1 декабря 1991 Акта провозглашения независимости Украины[8]
- Почётная грамота Верховной Рады Украины
- Нагрудный знак «Василий Сухомлинский»